# ディジョン＝ロングヴィック空軍基地
ディジョン＝ロングヴィック第102空軍基地（フランス語：Base aérienne 102 Dijon-Longvic）は、フランス共和国ブルゴーニュ地域圏コート＝ドール県ディジョンの南に所在するフランス空軍および北大西洋条約機構の飛行場。95年以上の歴史を持つフランス空軍最古の航空基地の一つとして20世紀の両次世界大戦や冷戦など多くの危機にわたって活躍している。

## 任務
ディジョン＝ロングヴィック第102空軍基地「ギンヌメール大尉」は全戦闘部隊の為にあり、フランス領空防衛の中心として存在している。2001年9月11日以降は戦闘飛行隊についてはクリスマスと新年にH24永続作戦を実施している。第102空軍基地の要員は定期的に国内任務の一環としてパリの空港施設セキュリティに参加している。また、アフリカや中央アジアでの国外任務にも参加している。

## 歴史
第102空軍基地の歴史はフランス空軍基地の中でも最古の部類に入る。基地は1910年9月に民間飛行場として開設され、1914年に軍用飛行場として飛行群が配置される。1916年5月13日には軍旗を伴ってジョルジュ・ギンヌメール大尉以下の部隊が配置される。
1930年には複数の戦闘と偵察の飛行隊が配置される。第二次世界大戦中には対独戦で1940年5月10日と14日にドイツ空軍が爆撃し、5月25日にナチス・ドイツ軍の占領下に置かれ「第155捕虜収容所（Front Stalag 155）」として電撃戦により捕虜となったフランス軍将兵を同年8月から9月まで収容した。捕虜収容所として使用されている間は捕虜によって破壊された航空機や建物を取り壊した。1940年から1941年の冬場にドイツ軍工兵隊が移駐し破壊された800メートルの滑走路を改修し、新たに1,400メートルまで滑走路を拡張し付属する建物を建設した。
1941年2月に最初のドイツ空軍部隊が到着した。この部隊はハインケル He111爆撃機を装備する第55戦闘航空団第4飛行群「グライフ」（IV/KG 55 "Greiff"）であった。3個飛行隊から成る同部隊は1943年3月のイギリス本土爆撃に参加、やがてDo 217夜間戦闘機やJu 88夜間戦闘機を装備する夜間戦闘機部隊である第4夜間戦闘航空団第2飛行群（II/NJG4 ）が到着する。また同じ1943年には東部戦線のクリミア半島から第2航空地上戦隊（I/Luftlandgeschwader 2）が到着するもしばらく留まった後にイタリア方面に転戦する。
ドラグーン作戦で南仏から北上するアメリカ陸軍航空軍第12空軍によって1944年3月28日、4月25日および8月14日に爆撃され、やがて連合国軍地上部隊によって奪還され9月10日にドイツ軍は工兵隊が管制塔などを破壊し撤退する。9月12日にアメリカ軍は到着し、9月25日に運用可能な状態に修復され「Y-9」着陸場としてB-26爆撃機を装備した2個爆撃群（第320爆撃群と第17爆撃群）が1944年11月から1945年7月まで群本部として展開しドイツ本土侵攻に参加、ジークフリート線をはじめドイツ各地を爆撃する。アメリカ軍に加え自由フランス空軍が1944年10月11日にB26爆撃機を基地に配備し、1945年7月1日にアメリカからフランス航空省に返還される。
大戦後の1949年にフランス領空防衛のためにデ・ハビランド バンパイア戦闘機を装備した第2戦闘飛行隊がフランス空軍としては最初に配置されている。その後。基地はダッソー社製の戦闘機が数世代にわたって優先的に配備されている。1953年にウーラガン戦闘機が、1956年にはミステールIV戦闘機が、1961年にはミラージュIII戦闘機が配備され、そして1968年にミラージュIII E戦闘機が当時有名なテレビシリーズであるシュバリエ・ドュ・シエル（天の騎士）（fr:Les Chevaliers du ciel (série télévisée)）の撮影セットとして使用されている。
1984年にミラージュ2000 C戦闘機が最初に配備され戦闘機学校としての任にあたり、戦闘機の新時代に入る。1999年にミラージュ2000-5F戦闘機にはRDYレーダー搭載ヴァージョンが配備され、多目標要撃兵器システムを持つヨーロッパ初の基地となっている。

## 配置部隊
かつて第102空軍基地には第801通信隊が配置され空軍東部地域内の通信を担当していた。
- 第2航空団第1戦闘飛行隊「シゴーニュ」
- 第2航空団第5飛行隊「コート・ドール」
- 航空指揮訓練隊
- 第20落下傘コマンドー
- パトルイユ・ブライトリング（fr:Patrouille Breitling、ブライトリング社後援の民間航空アクロバットチーム）